# Félix Sesúmaga
Félix Sesúmaga Ugarte, född 12 oktober 1898 i Leioa, död 24 augusti 1925 i Leioa, var en spansk fotbollsspelare.
Sesúmaga blev olympisk silvermedaljör i fotboll vid sommarspelen 1920 i Antwerpen.